# Дал Ріада
Дал Ріада (ірл. Dál Riata) — васальне королівство, що існувало у IV—IX століттях на території нинішньої Західної Шотландії та Північної Ірландії (сучасні графства Аргайл, Б'ют, Гебридські острови — в Шотландії та графство Антрім в Ірландії), входило до складу королівства Улад (Ольстер).

## Історія
Вперше згадується королівство Дал Ріада та плем'я (туат) скоттів в ірландських історичних переказах, які датуються 314 роком. Столицею було місто Дунадд. Хоча містом це можна назвати лише умовно — це була фортеця — резиденція королів чи точніше вождів клану.
У IV столітті Ірландія була перенаселена. Частина ірландських племен здійснювала походи в Британію — захоплювала там території і засновувала поселення. Особливо вдалим було захоплення території ірландським племенем скоттів, що мали на північному сході Ірландії в нинішньому графстві Антрім невеличке васальне королівство Дал Ріада. Вони захопили у IV—V століттях велику територію на заході Альби (ірландська назва Шотландії — тодішньої Каледонії). Скотти заснували могутнє королівство Дал Ріада, що охоплювало значну територію островів Ірландія, Британія та Гебридських островів. Проте землі на цій території були мало придатними для сільського господарства і королівство вело постійні війни з сусідніми племенами ірландців, піктів, бритів, а потім і англів та саксів і їхніми королівствами — Альбою, Уладом, Стратклайдом та ін. Тому в ранньому середньовіччі в Британії назва племені «скотт» стала синонімом слова «розбійник». У 563 році в королівство Дал Ріада здійснив місію святий Колумба, який навернув скоттів у християнство і заснував монастир на острові Іона, що став центром християнства всіх Британських островів. У 843 році король Дал Ріади Кеннет мак Алпін завоював королівство піктів Албу майже повністю винищивши піктів при цьому. Виникло нове королівство — королівство скоттів — Шотландія.

## Королі Дал Ріади (вказані імовірні роки правління)
- Ерк мак Ехах (ірл. Erc mac Echach) (? — 474)
- Фергус I Великий мак Ейрк (ірл. Fergus Mòr, Fergus mac Eirc) (434—501)
- Домангарт I (ірл. Domangart mac Fergusa) (501—507)
- Комгалл (ірл. Comgall mac Domangart) (507—537)
- Габран (ірл. Conall mac Comgaill) (537—574)
- Айдан (ірл. Áedán mac Gabráin) (574—608)
- Еохайд I (ірл. Eochaid mac Áedáin) (608—629)
- Коналл I (ірл. Connad mac Conaill) (626—629)
- Коннад (ірл. Connad mac Conaill) (626—629)
- Домналл I (ірл. Domnall mac Echdach) (629—642)
- Ферхар I (ірл. Ferchar mac Connaid) (642—650)
- Коналл II (ірл. Conall Crandomna) (650—660)
- Дунхад I (ірл. Dúnchad mac Conaing) (645—654)
- Домангарт II (ірл. Domangart mac Domnaill) (660—673)
- Маелдуйн (ірл. Máel Dúin mac Conaill) (673—689)
- Домналл II Донн мак Конайлл (ірл. Domnall Donn, Domnall mac Conaill) (673—696)
- Ферхар II (ірл. Ferchar Fota, Ferchar mac Feredaig) (676—697)
- Еохайд II Кривий Ніс мак Домангайрт (ірл. Eochaid mac Domangairt) (697)
- Ейнбкеллах Ферхайр (ірл. Ainbcellach mac Ferchair) (697—698)
- Фіаннамайл Конайлл (ірл. Fiannamail mac Conaill) (698—700)
- Селбах мак Ферхайр (ірл. Selbach mac Ferchair) (700—723)
- Дунхад Бек (ірл. Dúnchad Bec) (707—721)
- Дунгал мак Селбайх (ірл. Dúngal mac Selbaich) (723—726)
- Еохайд III мак Ехдах (ірл. Eochaid mac Echdach) (726—733)
- Муйредах мак Айнбкеллайх (ірл. Muiredach mac Ainbcellaich) (733—736)
- Еоган мак Муйредах (ірл. Eógan mac Muiredach) (736—741)
- Індрехтах мак Фіаннамай (ірл. Indrechtach mac Fiannamail) (733—741)
- Ед Білий (ірл. Áed Find або Aodh Airgneach) (761—778)
- Фергус II мак Ехдах (ірл. Fergus mac Echdach) (778—781)
- Доннкойрке (ірл. Donncoirce) (781—792)
- Константин мак Фергусса (ірл. Caustantín mac Fergusa) (792—805)
- Коналл мак Тадг (ірл. Conall mac Tadg) (805—807)
- Коналл мак Ейдан (ірл. Conall mac Áedáin) (807—811)
- Еохайд IV Злий (ірл. Eochaid) (811—819)
- Домналл III мак Коаустантін (ірл. Domnall mac Caustantín) (811—835)
- Ед мак Боанта (ірл. Áed mac Boanta) (835—839)
- Алпін ІІ мак Ехдах (ірл. Alpin mac Echdach) (839—841)
- Кеннет мак Алпін (ірл. Cináed mac Ailpín) (841—858) — перший король Шотландії.